# Lloydia himalensis
Lloydia himalensis là một loài thực vật có hoa trong họ Liliaceae. Loài này được Royle miêu tả khoa học đầu tiên năm 1839.